# Jakutija
Jakutija (uradno Republika Saha (Jakutija), rusko Респу́блика Саха́ (Яку́тия), jakutsko Саха Өрөспүүбүлүкэтэ, Саха Сирэ, latinizirano: Sakha Öröspübülükete, Saha Sire) je avtonomna republika Ruske federacije v Daljnovzhodnem federalnem okrožju. S kar 3,1 milijona kvadratnimi kilometri je največja ruska in tudi svetovna podnacionalna upravna enota ter pomembno gospodarsko področje vzhodnega dela Rusije in vse Vzhodne Azije. Meji na Čukotsko avtonomno okrožje, Magadansko oblast, Habarovski kraj, Amursko oblast, Zabajkalski kraj, Irkutsko oblast in Krasnojarski kraj. Ustanovljena je bila 27. aprila 1922.